# Harry Connick Jr.
Joseph Harry Fowler Connick Jr. (New Orleans, 11 settembre 1967) è un cantante e attore statunitense.

## Biografia
È noto per aver riportato in auge alla fine degli anni ottanta lo stile canoro dei crooner, avendo come fonte di ispirazione soprattutto Frank Sinatra. Inizia a studiare piano dall'età di tre anni e dà la sua prima esibizione a sei per poi frequentare la scena musicale di New Orleans, arrivando ad incidere i primi due album ad un'età compresa tra i dieci e i dodici anni; nella città natale si forma alla New Orleans Center for the Creative Arts dove è allievo di Ellis Marsalis e di James Booker. Intorno ai suoi 18 anni si trasferisce a New York dove approfondisce gli studi musicali all'Hunter College e alla Manhattan School of Music; poco dopo sostiene un provino con la Columbia, per la quale incide nel 1987 il suo terzo album omonimo e 20 (1988) grazie ai quali ottiene una certa notorietà nel circuito jazz.
Dopo aver realizzato la fortunata colonna sonora di Harry, ti presento Sally..., grazie alla quale vince il Grammy Award per la migliore interpretazione vocale jazz maschile, esordisce al cinema nel 1990 con Memphis Belle nel ruolo del sergente Clay Busby. Da allora porta avanti parallelamente le carriere di musicista e di attore: nel suo curriculum figurano pellicole celebri come Copycat e Independence Day e ruoli in serie tv come Will & Grace e Law & Order - Unità vittime speciali, nonché alcune partecipazioni ad American Idol . È marito dell'attrice Jill Goodacre e padre di tre figlie.

## Rapporti con l'Italia
Il 12 giugno 1991 partecipò ad un concerto-evento patrocinato e presentato da Renzo Arbore nel Piazzale degli Uffizi a Firenze esibendosi con due orchestre, ovvero la sua Big Band e l'Orchestra Italiana. La manifestazione intitolata Rosamunda ovvero che magnifica serata fu trasmessa in diretta da Rai 1 alle 20:40 e tra gli altri vi prese parte come ospite Massimo Troisi, che si esibì cantando La porti un bacione a Firenze. L'intenzione degli organizzatori era quella di rendere omaggio all'epoca d'oro del jazz e dello swing, soprattutto alle composizioni di questo genere musicale, rese celebri alla popolazione italiana dalle prime orchestre statunitensi durante il secondo conflitto mondiale (tra di esse appunto Rosamunda) oltre che ai "rapporti di amicizia" tra Italia e Stati Uniti iniziati all'epoca, anche in prospettiva dell'imminente cinquecentenario della scoperta dell'America.
L'organizzazione della serata suscitò avversioni e polemiche, soprattutto da parte delle autorità locali, dovute al luogo scelto per l'evento, giudicato da alcuni non opportuno in quanto passibile di mettere a rischio il patrimonio monumentale, onde evitare il ripetersi di quanto accaduto l'anno precedente durante la trasmissione Firenze Sogna (28 giugno), condotta da Pippo Baudo. Grazie all'intervento personale dell'allora Presidente del Consiglio Giulio Andreotti, al tempo pure Ministro per i beni culturali e ambientali ad interim, la serata poté svolgersi dove inizialmente previsto.

## Discografia
- 1977 - Dixieland Plus
- 1979 - Pure Dixieland
- 1987 - Harry Connick Jr.
- 1988 - 20
- 1989 - Harry, ti presento Sally...
- 1990 - Lofty's Roach Souffle
- 1990 - We Are in Love
- 1991 - Blue Light, Red Light
- 1992 - 25
- 1993 - Forever for now
- 1993 - When My Heart Finds Christmas
- 1994 - She
- 1996 - Star Turtle
- 1997 - To See You
- 1999 - Come By Me
- 2001 - Songs I Heard
- 2001 - 30
- 2002 - Thou Shalt Not
- 2003 - Harry for the Holidays
- 2003 - Other Hours: Connick on Piano, Volume 1
- 2004 - Only You
- 2005 - Occasion: Connick on Piano, Volume 2
- 2006 - Harry on Broadway, Act I
- 2007 - Chanson du Vieux Carré : Connick on Piano, Volume 3
- 2007 - Oh, My Nola
- 2008 - What a Night! A Christmas Album
- 2009 - Your Songs
- 2011 - In Concert on Broadway
- 2011 - Music from the Happy Elf: Connick on Piano, Volume 4
- 2013 - Smokey Mary
- 2013 - Every Man Should Know
- 2015 - That Would Be Me
- 2019 - True Love: A Celebration of Cole Porter
- 2021 - Alone With My Faith

## Filmografia

### Attore

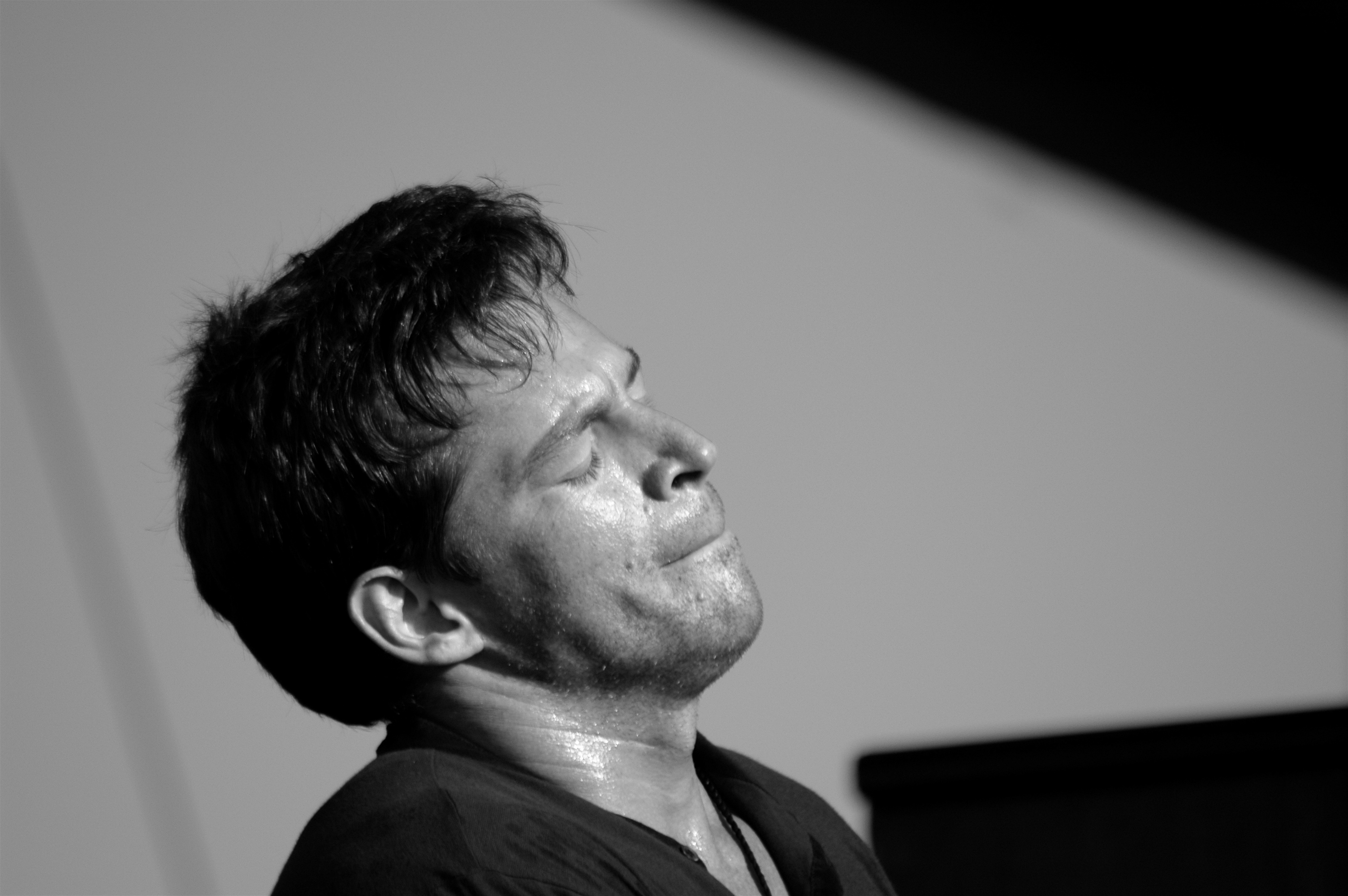
Harry Connick Jr. al New Orleans Jazz Festival 2007

#### Cinema
- Memphis Belle, regia di Michael Caton-Jones (1990)
- Il mio piccolo genio (Little Man Tate), regia di Jodie Foster (1991)
- Copycat - Omicidi in serie (Copycat), regia di Jon Amiel (1995)
- Independence Day, regia di Roland Emmerich (1996)
- Action League Now!!: Rock-A-Big-Baby, regia di Tim Hill - cortometraggio (1997)
- Una ragazza sfrenata (Excess Baggage), regia di Marco Brambilla (1997)
- Ricominciare a vivere (Hope Floats), regia di Forest Whitaker (1998)
- Wayward Son, regia di Randall Harris (1999)
- The Simian Line, regia di Linda Yellen (2000)
- Basic, regia di John McTiernan (2003)
- Mickey, regia di Hugh Wilson (2004)
- Bug - La paranoia è contagiosa (Bug), regia di William Friedkin (2006)
- P.S. I Love You, regia di Richard LaGravenese (2007)
- New in Town, regia di Jonas Elmer (2009)
- L'incredibile storia di Winter il delfino (Dolphin Tale), regia di Charles Martin Smith (2011)
- Angels sing - Un Natale tutto nuovo (Angels Sing), regia di Tim McCanlies (2013)
- L'incredibile storia di Winter il delfino 2 (Dolphin Tale 2), regia di Charles Martin Smith (2014)
- Find Me Falling - Un'isola dove innamorarsi (Find Me Falling), regia di Stelana Kliris (2024)

#### Televisione
- Cin cin (Cheers) – serie TV, episodi 10x17 (1992)
- South Pacific, regia di Richard Pearce - film TV (2001)
- Pallottole d'amore (Life Without Dick), regia di Bix Skahill - film TV (2002)
- Will & Grace – serie TV, 25 episodi (2002-2017)
- Freedom: A History of Us – serie TV, episodi 1x4-1x10 (2003)
- Living Proof - La ricerca di una vita (Living Proof), regia di Dan Ireland - film TV (2008)
- Law & Order - Unità vittime speciali (Law & Order: Special Victims Unit) – serie TV, 4 episodi (2012)
- Nashville – serie TV, episodi 5x11 (2017)
- Kevin Can Wait – serie TV, episodi 1x21 (2017)

## Doppiatori italiani
Nelle versioni in italiano dei suoi film, Harry Connick Jr. è stato doppiato da:
- Massimo De Ambrosis in Una ragazza sfrenata, Pallottole d'amore, South Pacific
- Giorgio Borghetti in Will & Grace, L'incredibile storia di Winter il delfino, L'incredibile storia di Winter il delfino 2
- Francesco Prando in Memphis Belle, Law & Order - Unità vittime speciali
- Oreste Baldini ne Il mio piccolo genio, P.S. I Love You
- Maurizio Romano in Independence Day
- Riccardo Rossi in Ricominciare a vivere
- Fabio Boccanera in Bug - La paranoia è contagiosa
- Loris Loddi in Basic
- Roberto Draghetti in New in Town - Una single in carriera

Come doppiatore è sostituito da:
- Alessandro Quarta ne Il gigante di ferro
- Omero Antonutti ne Il mio cane Skip